# Chris Baldo
Chris Baldo, eigentlich Christian Henri Baldauff, (* 24. Juni 1943 in Luxemburg; † 24. Januar 1995 ebenda) war ein luxemburgischer Schlagersänger.

## Leben und Wirken
Als Teenager hatte er schon erste Auftritte mit seiner Beatband The Youngsters, er wurde kurz darauf von der deutschen Plattenfirma Polydor entdeckt. Nach einigen Jahren als Sänger der Bands Chiens Méchants und The Rocking Robins wurde er mit deutsch- und französischsprachigen Schlagern erfolgreich. Bekannte Titel waren Pardon Rosalie, eine Urlaubsliebe und Ich bin nicht schuld an deinen Tränen. 
Zusammen mit Sophie Garel nahm er am Eurovision Song Contest 1968 für Luxemburg teil. Ihr Chanson Nous vivrons d’amour erreichte Platz 11. Wenig später wurde Baldo als Hörfunkmoderator bei RTL Radio Lëtzebuerg aktiv.